# L'Hiver du mécontentement (roman)
Pour les articles homonymes, voir L'Hiver du mécontentement.
L'Hiver du mécontentement est un roman de Thomas B. Reverdy paru le 22 août 2018 aux éditions Flammarion, finaliste du prix Goncourt 2018 et lauréat du prix Interallié la même année.

## Genèse de l’œuvre
Thomas B. Reverdy dit avoir eu un choc en apprenant que les discours de Margaret Thatcher venaient d'être publiés en français en 2016. Il a également eu son attention attirée sur cette période historique par le roman Gentleman, du Suédois Klas Östergren (Flammarion, 2009), écrit et situé en 1979. Il s'aperçoit qu'un monde est mort à ce moment-là, laissant la place au monde actuel : « Ça n’avait l’air de rien, on ne s’en est même pas rendu compte, mais un monde est mort pendant que je mâchais du chewing-gum, pendant la longue journée d’été de mes années 1980. [...] Comme dans le film Rollerball, peu à peu, on a effacé les règles, et le jeu est devenu de plus en plus violent, jusqu’à être mortel, mais il a généré de plus en plus de profit ». C'est pourquoi le roman ne confronte pas seulement l'époque shakespearienne et celle de 1978-1979 : il annonce sans ambiguïté l'époque actuelle. Margaret Thatcher invente une façon très spectaculaire de faire campagne, elle est la première à faire appel à un cabinet de publicistes. Et son slogan « I want Britain to be great again ! » a toujours, en 2018, un écho outre-Atlantique.
L'auteur dit avoir voulu « tisser le réel avec la fiction pour ébranler la réalité : la fiction est là pour modifier le monde. » Comme le souligne Dominique Baillon-Lalande : « Après Les évaporés qui évoquait le Japon en plein désastre écologique et économique, Il était une ville sur le cas de Detroit vidée de ses habitants par la crise, Thomas B. Reverdy continue avec L’hiver du mécontentement à scruter méthodiquement et avec cohérence l’effondrement de notre monde. » Cependant, tout n'est pas perdu : le personnage jeune et dynamique de Candice est aussi, pour Thomas B. Reverdy, à l'image des jeunes de 2018 « à qui l'on promet un avenir plus ou moins bouché, mais qui répondent, d'une manière finalement assez punk : On va quand même faire ce qu'on veut. »

## Résumé
Londres, de la fin de l'été 1978 au mois de mars 1979 ; les personnages vont vivre ce que le quotidien britannique The Sun, reprenant une expression mise par Shakespeare dans la bouche du roi Richard III, appelle l'« Hiver du Mécontentement » : un ensemble de grèves qui vont paralyser la capitale et le pays, amener la chute du gouvernement travailliste et l'arrivée au pouvoir de Margaret Thatcher.
Candice pédale dans les rues pour livrer des plis et petits colis urgents : depuis deux ans, ce travail lui permet de payer des cours d'art dramatique. Elle est la seule fille parmi les coursiers de l'entreprise ; en revanche, la troupe dans laquelle elle prépare la représentation de Richard III, la pièce de Shakespeare, est entièrement féminine. Candice tient le rôle du roi dans cette « tragédie sur la conquête du pouvoir, la séduction diabolique, la corruption et le mal ».
Dans les rues, les ordures s'amoncellent à cause des grèves contre une loi qui, en pleine inflation, limite les augmentations de salaire à 5 %. Les ouvriers des usines Ford, à l'origine du mouvement, manifestent et affrontent la police. Dans les quartiers populaires du vieux Londres, les immeubles menacent ruine et les promoteurs attendent, prêts à expulser cette population. Quand Ford cède aux revendications salariales, le gouvernement travailliste veut sanctionner l'entreprise ! Les camionneurs, les employés du pétrolier BP, à leur tour se mettent en grève : le pays se paralyse à la veille de Noël.
Candice étudie son personnage à la lumière de ces évènements et de son expérience personnelle : c'est un « salaud », « fou de pouvoir », mais c'est aussi quelqu'un qui ne faisait pas partie de la caste supérieure et qui « va leur en faire baver ». « Richard n'a pas envie d'être roi. Il a envie de faire mal. Il a envie de les humilier et de les faire souffrir ».
Le 3 janvier 1979, le pays s'arrête totalement : grève générale. Un matin, les Shakespearettes doivent abandonner leur répétition au théâtre Warehouse : une dame importante est venue prendre des cours de diction. C'est Margaret Thatcher. À l'école d'art dramatique, faute de moyens de transport, des élèves et même certains professeurs campent sur place. Un soir, Candice suit un petit groupe au sous-sol d'un bar, où elle écoute un pianiste. Il explique qu'il a été licencié par la British Petroleum, contre laquelle il a porté plainte. La société lui a proposé un gros chèque pour qu'il retire celle-ci, mais il a refusé. Candice et lui parlent longuement, s'embrassent, sans savoir s'ils se reverront.
Candice a proposé - en vain - à ses collègues de se joindre à la grève, ce qui lui vaut le surnom de Candice the red (elle est rousse). Mais les coursiers acceptent de disperser dans leurs courses des tracts. Son patron, Ned, finit par l'apprendre et entend profiter de la situation pour abuser de Candice. Elle réussit à se dégager et claque la porte. Nouvelle raison d'approfondir le problème du pouvoir. Dans sa sacoche professionnelle, qu'elle va jeter, reste une lettre pour un certain John Jones. Elle se décide finalement à la porter et découvre que le destinataire est le pianiste de jazz qu'elle avait rencontré un soir. La lettre est-elle en rapport avec son procès contre la BP ? Peu importe, il sait qu'il ne peut pas gagner contre une multinationale. « Aujourd'hui, fini de rêver », comme l'a dit Margaret Thatcher. Il part pour la Suède, alors que sur la scène du Warehouse, devant Margaret Thatcher qui a organisé la mise en scène de sa propre apparition parmi les spectateurs, Candice commence la pièce : « Voici venir l'hiver de notre mécontentement ! »

## Personnages
- Candice : vingt ans, issue d'un milieu populaire, coursière à vélo pour City Wheelz, apprentie comédienne, membre de la troupe féminine des Shakespearettes, au sein de laquelle elle échappe à la solitude. Trois « trucs qu'elle peut se permettre » : le vélo, « les fringues qu'elle arrange elle-même » et « la musique et les stars qu'elle fabrique », petites gens devenues immenses « et que les bourgeois sont bien obligés d'écouter malgré tout »[13].
- Ses parents : lui, au chômage, « une brute » dit Candice ; elle, complice de sa fille, mais résignée.
- Sa sœur Alice : mariée, deux enfants, très différente de l'indépendante Candice.
- John Jones : près de quarante ans, pianiste de jazz, enchaînant les boulots utilitaires pour survivre.
- Nancy : metteuse en scène des Shakespearettes.
- Charlotte, Cindy : d'autres comédiennes de la troupe.
- Albert : l'amoureux de Cindy.
- Ned : « bourgeois qui a grandi dans les beaux quartiers », fondateur et patron de City Wheelz.
- Pamela : l'employée qui organise les circuits des coursiers de City Wheelz.
- Margaret Thatcher : dirigeante du Parti conservateur.

## Structure
Le roman est construit en 34 courts chapitres, non numérotés mais portant chacun en exergue le titre d’une chanson emblématique de la période avec des groupes comme The Clash, Joy Division, Siouxsie and the banshees. Cette « bande originale du roman » est récapitulée à la fin. Les chapitres changent toujours d'angle : souvent on est avec Candice, ou même, celle-ci a la parole par l'intermédiaire de l'agenda qui lui sert de journal ; ou bien on est avec Jones ; ou encore avec Margaret Thatcher qui organise sa campagne ; ou bien le plan s'élargit pour donner une vue d'ensemble de la situation nationale, voire internationale. Le quatrième chapitre donne par exemple une liste de titres sur la crise, pris dans la presse britannique. Le trente-troisième propose un abécédaire du thatchérisme des années 1980.

## Éditions
- Éditions Flammarion, 2018  (ISBN 978-2081421127).